# Pomnik Świętej Jadwigi Śląskiej w Katowicach
Pomnik Świętej Jadwigi Śląskiej w Katowicach – monument z 1912 roku na placu Klasztornym w katowickich Panewnikach.

## Historia
Fundatorem pomnika był „lud śląski obojga narodów”, jak to zostało odnotowane na tablicach umieszczonych na cokole zwieńczonym figurą św. Jadwigi Śląskiej. Rzeźbę z piaskowca zamówiono w warsztacie wrocławskiego artysty Bruna Tschötschela. Przygotowaniem postumentu zajął się franciszkanin br. Meinard Wieczorek OFM. Koszt wyniósł 1280 marek, z czego 1000 uzbierano podczas ceremonii odsłonięcia i poświęcenia, która odbyła się 21 lipca 1912 roku. Na temat uroczystości rozpisywała się miejscowa prasa, m.in. „Kattowitzer Zeitung”. Poświęcenia dokonał o. Wilhelm Rogosz. Wygłoszono wówczas okolicznościowe kazania w językach polskim i niemieckim. Odsłonięciu towarzyszyły wystrzały salw armatnich.

## Struktura pomnika
Statua świętej umieszczona została na postumencie ozdobionym fryzem arkadowym. Przy prawej nodze patronki Śląska rzeźbiarz umieścił model Bazyliki Panewnickiej. Jadwiga trzyma w prawej ręce zwój z rzutem świątyni. Na płaszczu świętej odciśnięte śląskie orły. U pasa przypięty ma trzos. W lewej ręce trzyma figurkę Matki Bożej z Dzieciątkiem.
Pomnik stoi na placu Klasztornym. Na cokole od strony północnej znajduje się tablica z inskrypcją: „Święta Jadwigo, Patronko Śląska i Prowincji Ojców Franciszkanów na Śląsku – módl się za nami”. Pierwotnie były trzy tablice z napisami w językach: niemieckim, polskim i łacińskim. W 1945 wszystkie tablice zostały zniszczone przez żołnierzy Armii Czerwonej. Odtworzono jedynie tablicę polską.

## Galeria

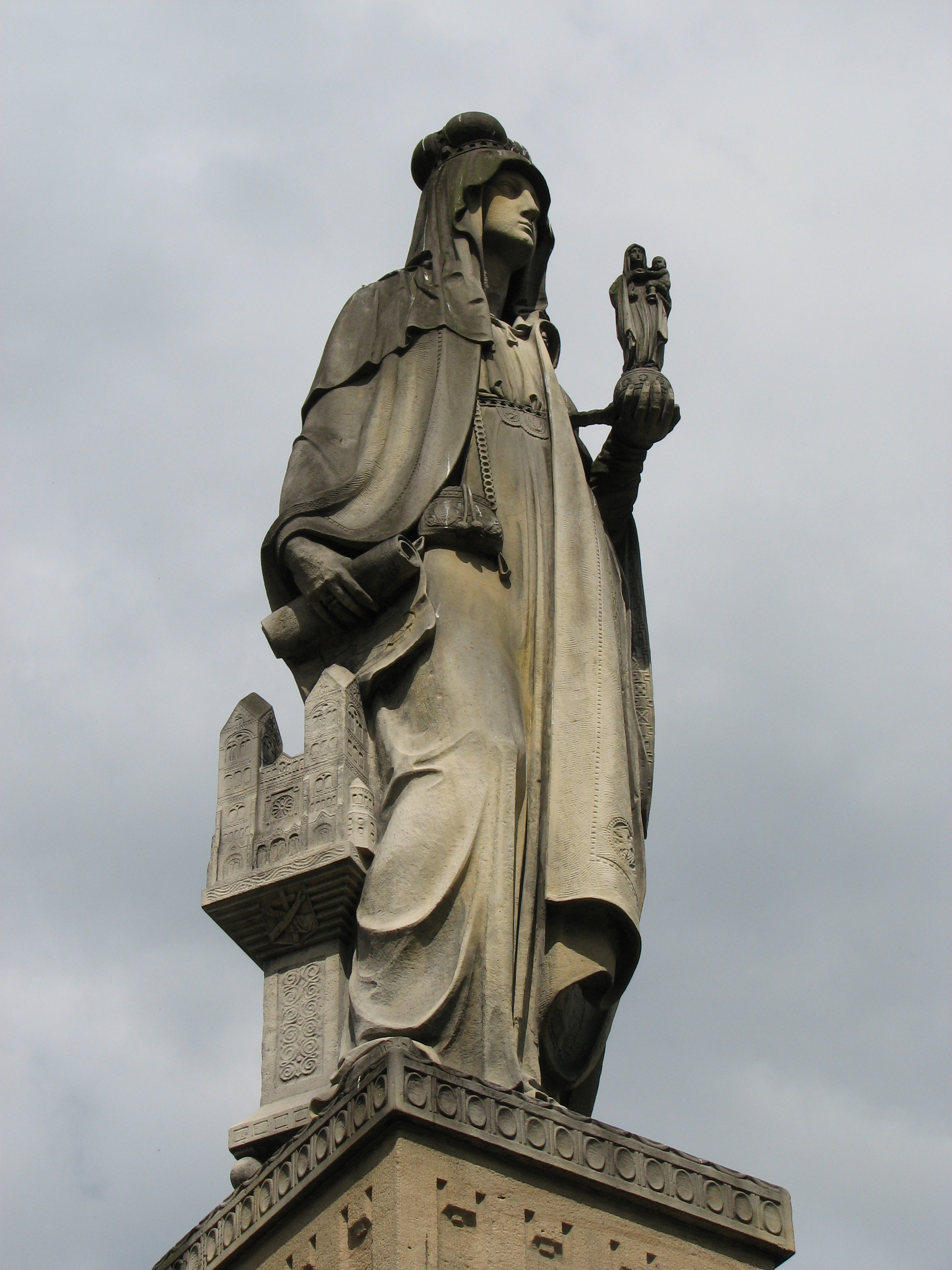
Statua świętej
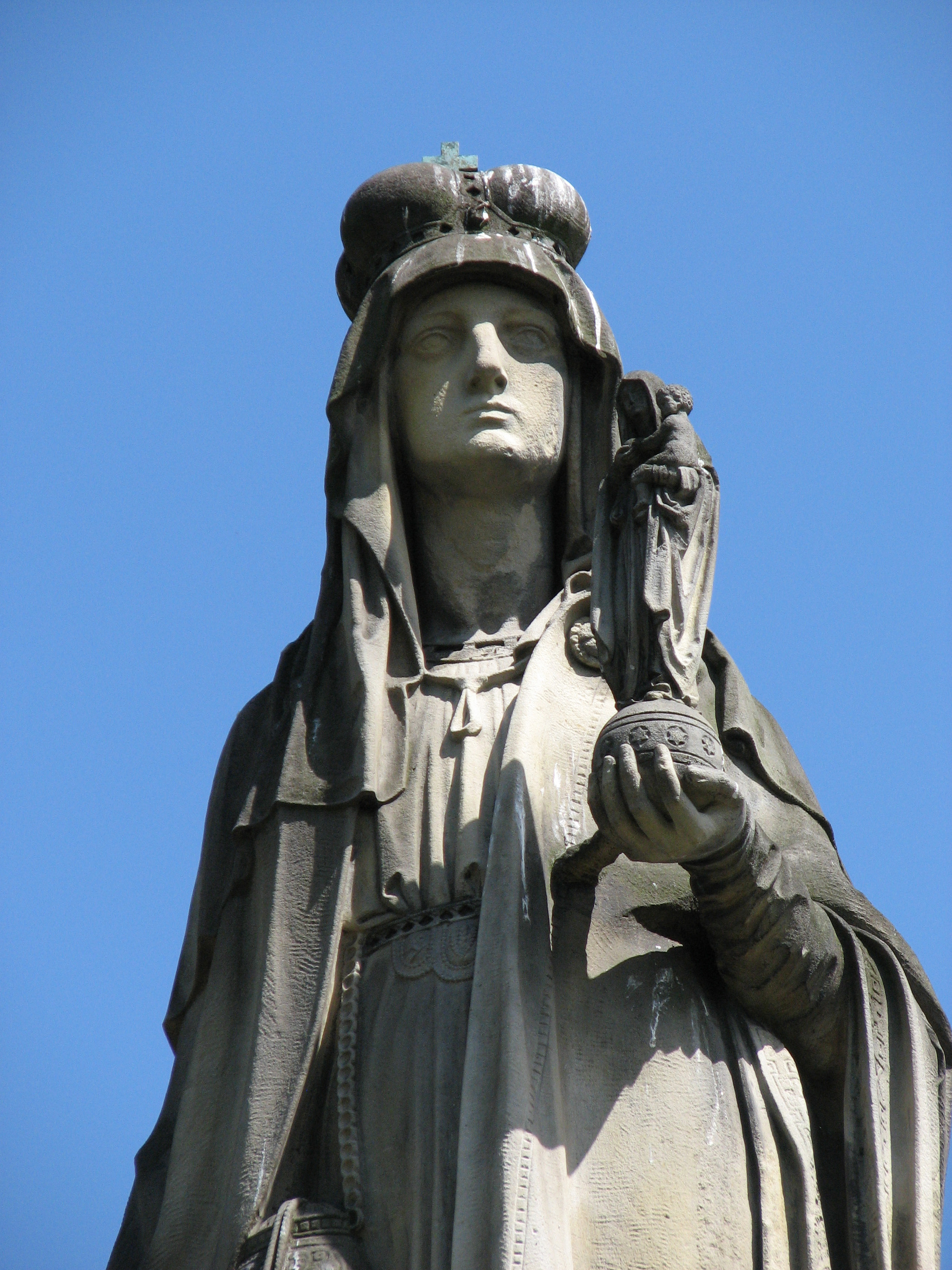
Głowa statuy z figurką
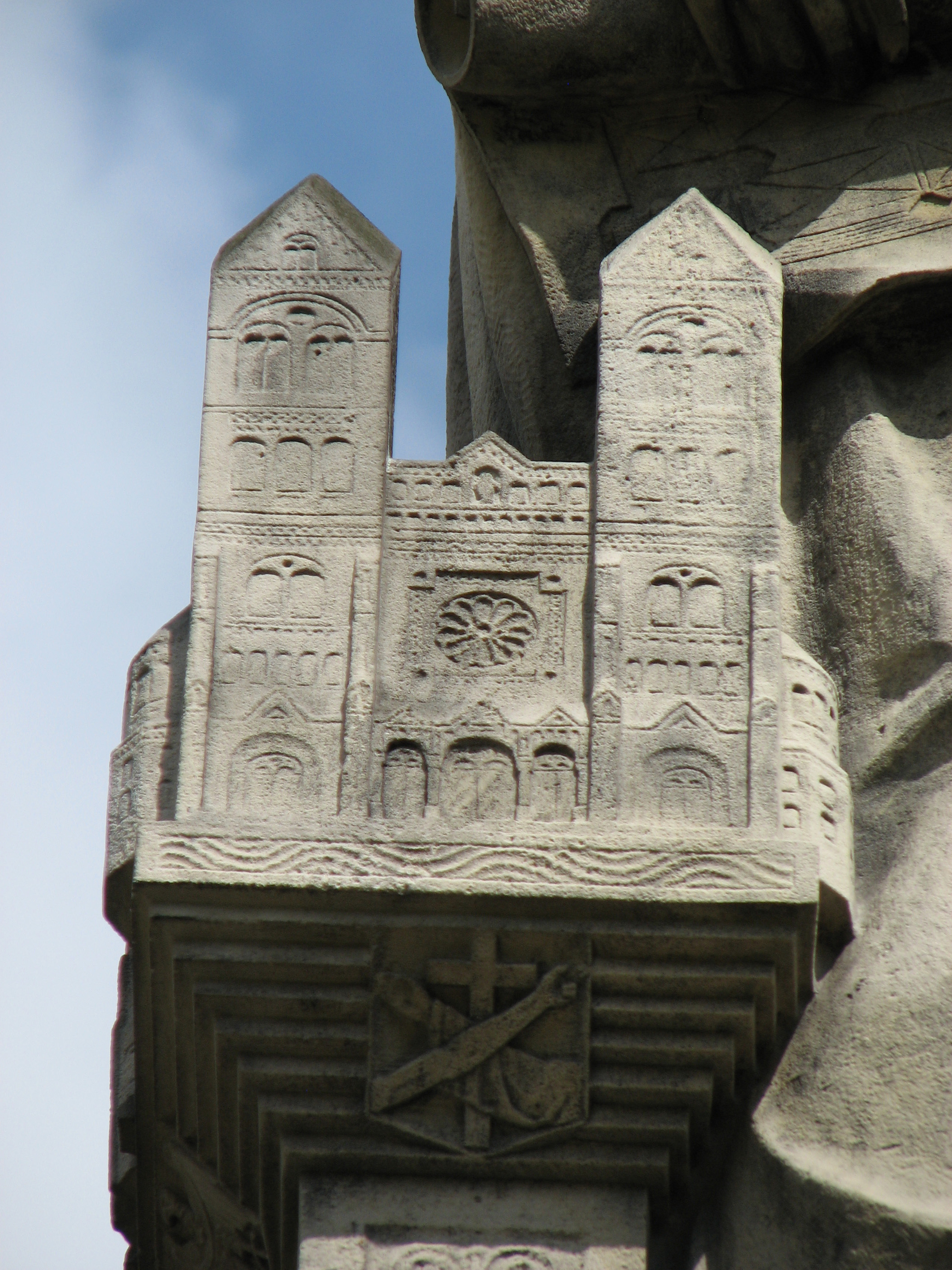
Model bazyliki trzymany przez świętą
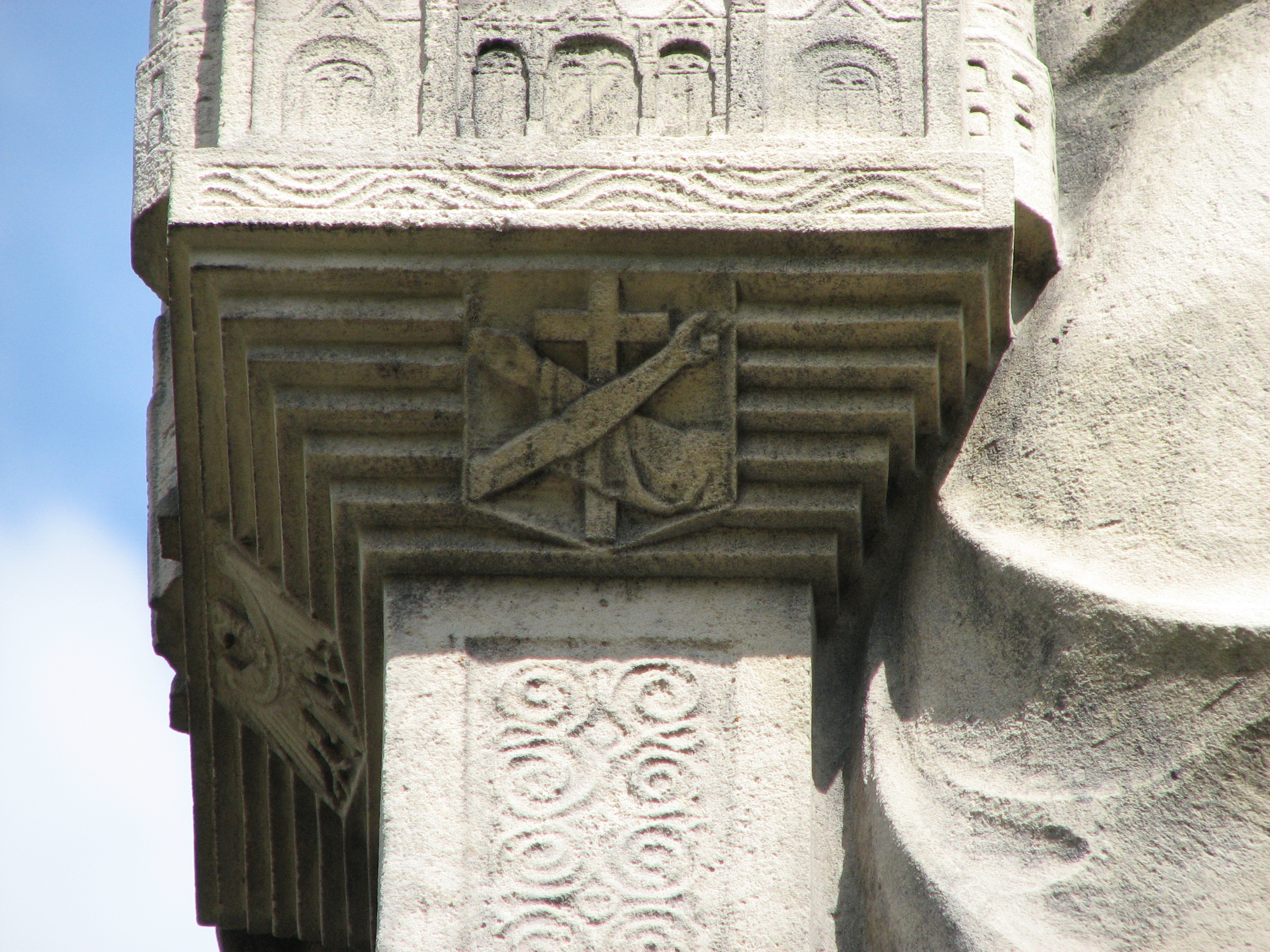
Herb franciszkanów pod modelem
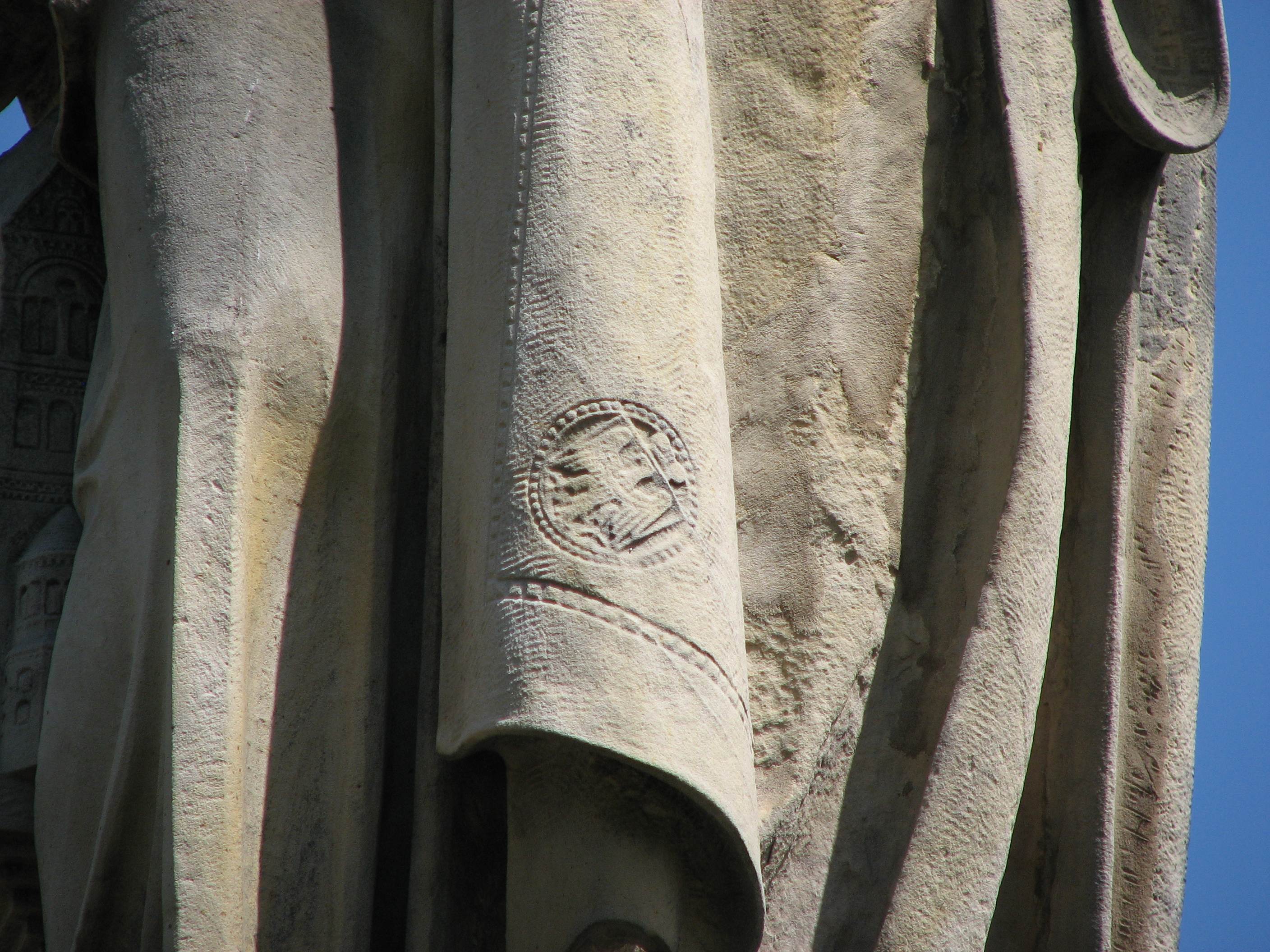
Śląski orzeł na płaszczu
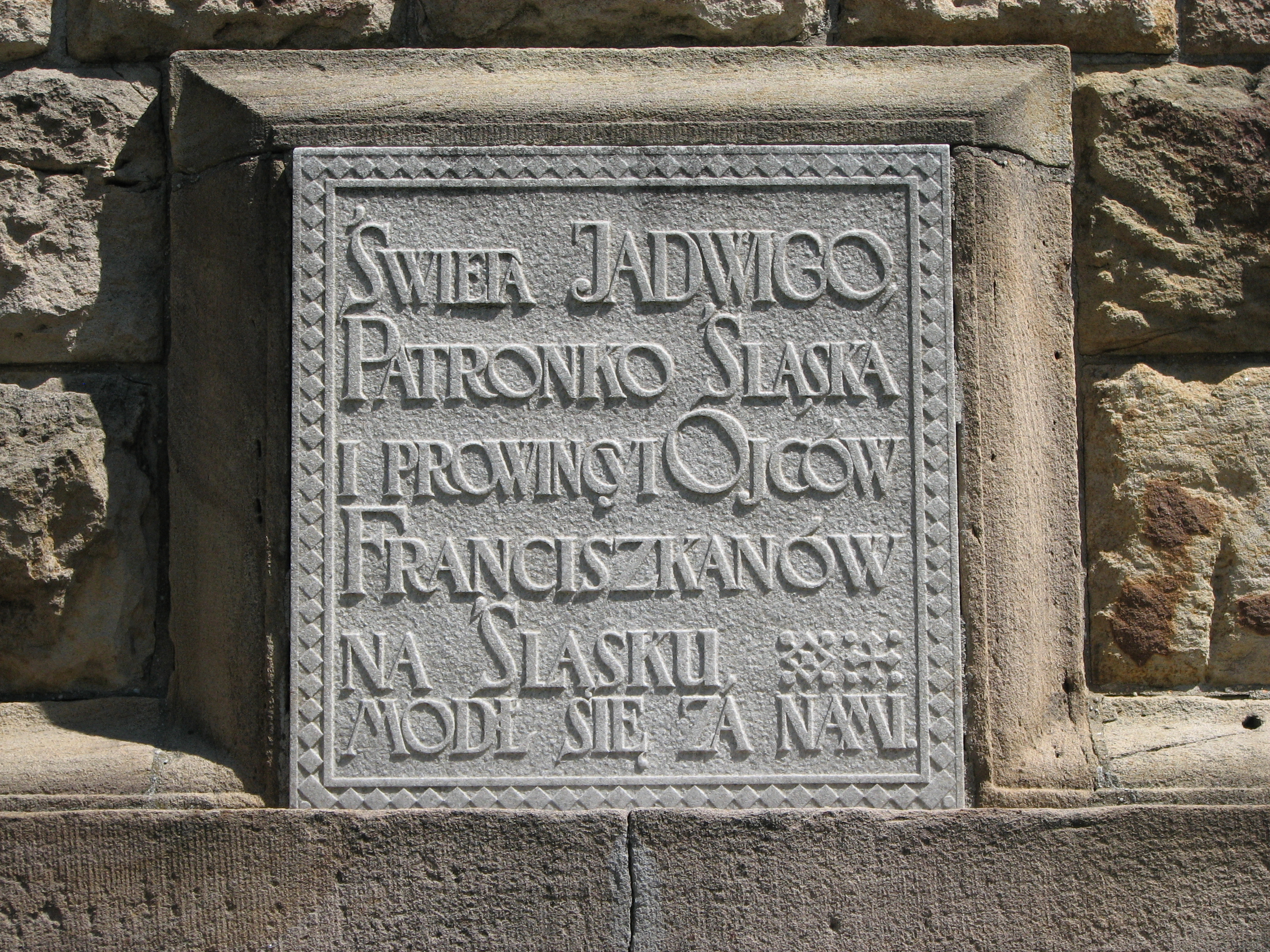
Inskrypcja na cokole pomnika
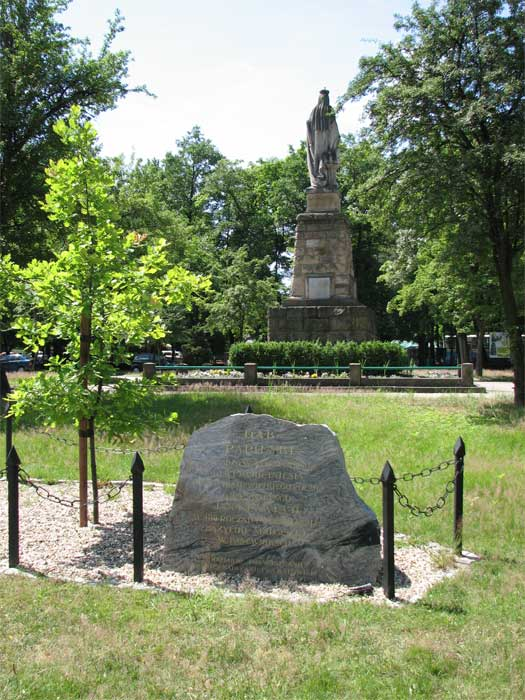
Dąb papieski za pomnikiem